# Daegwallyeong-myeon
Daegwallyeong-myeon (koreanska: 대관령면) är en socken i kommunen Pyeongchang-gun i provinsen Gangwon i den norra delen av Sydkorea, 150 km öster om huvudstaden Seoul. 
I Daegwallyeong-myeon finns vintersportanläggningarna Yongpyong och Alpensia Resort som användes vid Olympiska vinterspelen 2018. Här låg också den temporära Pyeongchangs Olympiastadion som revs efter spelen.